# بيتر ماخ (لاعب كرة قدم)
بيتر ماخ (بالتشيكية: Petr Mach)‏ هو لاعب كرة قدم تشيكي في مركز الدفاع، ولد في 22 مارس 1985 في تشاسلاف في جمهورية التشيك. لعب مع FK Baník Sokolov ‏.